# Chelsie Rae

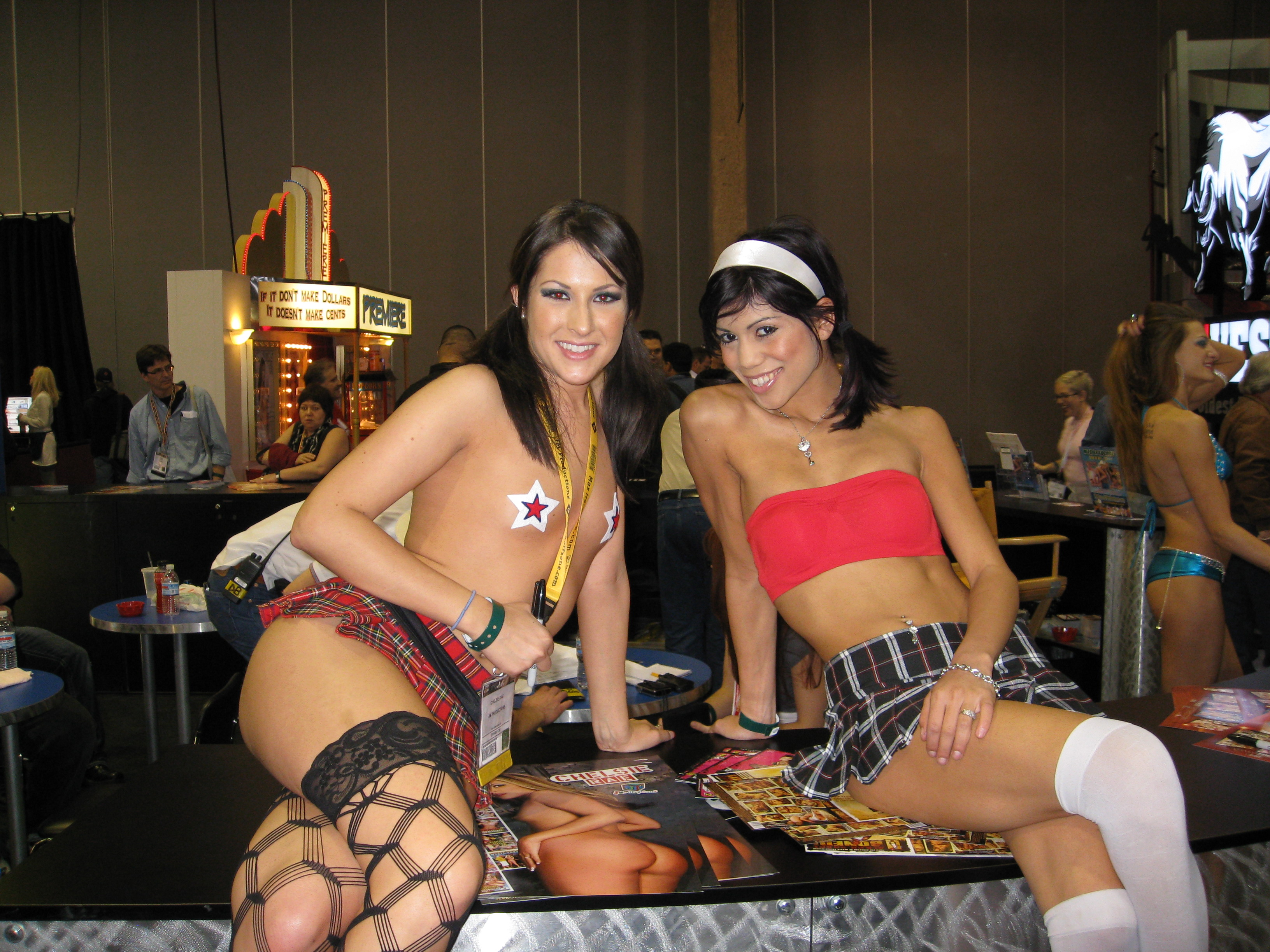
Chelsie Rae (links, 2008)

Chelsie Rae (* 28. September 1984 als Tara Rae Anderson in Riverside, Kalifornien) ist eine US-amerikanische Pornodarstellerin.

## Leben
Chelsie Rae begann ihre Karriere im Jahr 2005 im Alter von 21 Jahren. Seitdem hat sie, laut IAFD, in über 290 Filmen mitgespielt. Dabei hat sie sich besonders auf Anal- und Interracial-Szenen spezialisiert. Der Film Violation of Chelsie Rae trägt sogar ihren Namen und zeigt eine lesbische Orgie.
Ihre Künstlernamen sind unter anderen Chelsea Rae, Chelsie Blue, Chelsey Ray, Chelsea Rea, Tara und Chelsea Ray. Sie hat keine Tattoos und natürliche Brüste.
Sie war drei Mal für den AVN Award nominiert und konnte ihn 2008 in der Kategorie „Best Anal Sex Scene – Film“ gewinnen.

## Filmografie (Auswahl)
- 2006: Shane Diesel Is in My Ass!
- 2006: Cum Swapping Sluts 11
- 2007: Violation of Chelsie Rae
- 2007: Girlvert 14
- 2007: Pole Position: Lex POV 7
- 2008: Anal Addicts 33
- 2009: Mandingo Monster Cock Worship 4
- 2010: Sperm Overload 3

## Auszeichnungen & Nominierungen
- 2008: AVN Award – Nominierung in der Kategorie: Best All-Girl Release – The Violation of Chelsie Rae
- 2008: AVN Award – Preis in der Kategorie: Best Anal Sex Scene, Film – The Craving
- 2009: AVN Award – Nominierung in der Kategorie: Most Outrageous Sex Scene – American Gokkun 5